# 古河耕史
古河 耕史（ふるかわ こうじ、1981年〈昭和56年〉9月20日 - ）は、日本の俳優。アルファエージェンシー所属。

## 経歴
国際基督教大学教養学部を卒業。文学座の養成所に1年間在籍後、新設された新国立劇場演劇研修所に入所。第1期生として卒業し、「オットーと呼ばれる日本人」にて正式なプロデビューを果たす。2010年2月には、「監視カメラが忘れたアリア」にて初の主演を果たした。

## 出演

### 映画
- 刺青 匂ひ月のごとく（2009年、三島有紀子監督）
- 終の信託（2012年、周防正行監督）
- 素敵なダイナマイトスキャンダル（2018年、 冨永昌敬監督）
- 一夜二糸（2020年、齋藤栄美監督）
- 鳩の撃退法（2021年、タカハタ秀太監督）

### テレビドラマ
- 愛の劇場 『椿姫』（2010年、NHK教育）
- 階段のうた season6（2012年、TBS）
- コック警部の晩餐会（2017年、TBS）
- ヒトヤノトゲ〜獄の棘〜（2017年、WOWOW） - 楠美明人
- 千住クレイジーボーイズ（2017年、NHK）
- スローな武士にしてくれ〜京都 撮影所ラプソディー〜（2019年、NHK BSプレミアム） - 花田健作
- 8Kスペシャルドラマ 浮世の画家（2019年、NHK）
- ニッポン印象派「芭蕉の見た光」（2019年、NHK-BS4K）
- 特捜9（2019年、テレビ朝日） - 松井浩史
- 死役所（2019年、テレビ東京）
- LINEの答え合わせ（2019年、TSUTAYA）
- 不協和音 炎の刑事 VS 氷の検事（2020年、テレビ朝日） - 片桐寛市
- 刑事7人 Season6（2020年、テレビ朝日） - 笠森昭三
- 月曜プレミア8 横山秀夫サスペンス「モノクロームの反転」（2020年11月9日、テレビ東京） - 根来一成
- 24 JAPAN（2021年、テレビ朝日）
- ミステリと言う勿れ（2022年1月10日 - 3月28日、フジテレビ） - 入江 役
- 記憶捜査3 第1話（2022年11月4日、テレビ東京）- 和久剛 役
- 相棒season21 第19話（2023年3月1日、テレビ朝日）- 男A（神戸）役
- シッコウ!!〜犬と私と執行官〜 第1話・第5話・第7話・第8話（2023年7月4日・8月8日・8月22日・9月5日、テレビ朝日） - 中田 役
- JKと六法全書 最終話（2024年6月7日、テレビ朝日）[5] - 上地勝 役
- 水曜22時枠 新宿野戦病院 第10話（2024年9月4日、フジテレビ） - 勝どき医療センターの医師 役[6]
- スノードロップの初恋（2024年10月1日 - 、関西テレビ・フジテレビ） - 望月祥平 役[7]
- 連続テレビ小説 あんぱん（2025年、NHK） - 鳥居出 役[8]

### 舞台
- オットーと呼ばれる日本人（2008年、新国立劇場）
- 図書館的人生 Vol.2 盾と矛（2008年、イキウメ）
- パイパー（2009年、NODA・MAP）
- 関数ドミノ（2009年、イキウメ）
- セインツ・オブ・練馬（2009年、ロハ下ル）
- ヘンリー六世・三部作（2009年、新国立劇場）
- 監視カメラが忘れたアリア（2010年、虚構の劇団）
- エゴ・サーチ（2010年、虚構の劇団）
- 神社の奥のモンチャン（2011年、ゴジゲン）
- アンダー・ザ・ロウズ（2011年、虚構の劇団）
- キネマの天地（2011年、こまつ座）
- にわか雨、ときたま雨宿り（2012年、日本劇団協議会）
- 千に砕け散る空の星（2012年、世田谷パブリックシアター）
- イントレランスの祭（2012年、虚構の劇団）
- 長い墓標の列（2013年、新国立劇場）
- 地を渡る舟（2013年、演劇ユニット てがみ座）
- マニラ瑞穂記（2014年、新国立劇場）
- わが友ヒットラー（2014年、風琴工房）
- トーキョー・スラム・エンジェルス（2014年、テアトル・ド・アナール）
- 従軍中の若き哲学者ルートヴィヒ・ウィトゲンシュタインが･･･(略)（2014年、作・演出：谷賢一、こまばアゴラ劇場）
- 書く女（2015年、作・演出：永井愛、世田谷パブリックシアター）
- 従軍中の若き哲学者ルートヴィヒ・ウィトゲンシュタインが･･･(略)（2016年、作・演出：谷賢一、SPACE雑遊）
- 新ロイヤル大衆舎 王将（2017年、作：北篠秀司、演出：長塚圭史、下北沢小劇場楽園）
- ペール・ギュント（2017年、演出：ヤン・ジョンウン、世田谷パブリックシアター）
- ハイライフ（2018年、演出：谷賢一、あうるすぽっと）
- 金魚鉢のなかの少女（2018年、演出：田中壮太郎、赤坂レッドシアター）
- かわいいコンビニ店員飯田さん第8回公演「マインドファクトリー～丸める者たち～」（2019年、作・演出：池内風）
- DULL-COLORED POP vol.20 福島三部作 一挙上演 第二部『1986年：メビウスの輪』（2019年・2021年、作・演出：谷賢一）
- 中村仲蔵 〜歌舞伎王国 下剋上異聞〜（2024年・2025年、演出：蓬莱竜太、東京建物 Brillia HALL 他）[9][10]
- タカハ劇団「帰還の虹」（2025年、作・演出：高羽彩、座・高円寺1）[11]

### ラジオドラマ
- 青春アドベンチャー（NHK-FM）
  - ツングース特命隊（2013年7月、全10回）
  - 鷲の歌（2014年6月、全15回）
  - チョウたちの時間（2015年4月、全10回）
  - 七帝柔道記（2016年5 - 6月、全10回）
  - 風の向こうへ駆け抜けろ（2017年10月、全10回）
  - 蒼のファンファーレ（2018年5月、全10回）
  - さよなら、田中さん（2018年7月、全5回）
  - 鷲は舞い降りた（2020年1月、全10回）
  - 深夜プラス1（2023年7月、全10回）
  - 天涯の砦（2025年3月10日 - 3月28日、全15回）[12] - 主演・二ノ瀬英美 役
- FMシアター（NHK-FM）
  - 罵詈雑言忠臣蔵（2018年12月8日）
  - ほぞ（2020年7月11日）
  - くちずさんでシャンソン（2021年11月20日）
  - ストリートピアノ～伴奏のジャーニー（2024年10月5日）[13]
- 特集オーディオドラマ　鐘を鳴らす子供たち（2021年8月14日・21日、NHK-FM）

### CM
- Hotto Motto チキンタツターズ（2011年4月 - 6月） - CMディレクター 役
- テーラーメイドゴルフ ASHWORTH（2014年2月 - 2015年2月）
- 三菱東京UFJ銀行 カードローン「夫婦」篇（2014年3月 - 2015年6月）